# 10,5 cm Kanone 18
10,5 cm Kanone 18 (10,5 cm K 18) – niemiecka armata polowa z okresu II wojny światowej. Armata K 18 miała łoże kołowe, dwuogonowe, rozstawne. Zamek klinowy. Zasilanie amunicją składaną (3 ładunki). Trakcja motorowa.  Armata używała tego samego łoża co haubica 15 cm schwere Feldhaubitze 18.
Armata nie była lubiana przez artylerzystów i nie uchodziła za udaną broń - w porównaniu z haubicą 15 cm pociski działa miały znacznie mniejszą moc niszczącą, a maksymalna donośność armaty nie była dużo większa od donośności haubicy, a samo działo było bardzo ciężkie.
W 1940 opracowano wersję rozwojową tej armaty 10,5 cm Kanone 18/40 o lufie o długości 60 kalibrów, ale weszła ona do produkcji dopiero w 1942 i ostatecznie otrzymała oznaczenie 10,5 schwere Kanone 42.
Wszystkie armaty tego typu zostały wycofane z jednostek frontowych już w 1941 i większość z nich stanowiła uzbrojenie Wału Atlantyckiego.